# Precis simia
Precis simia är en fjärilsart som beskrevs av Hans Daniel Johan Wallengren 1857. Precis simia ingår i släktet Precis och familjen praktfjärilar. Inga underarter finns listade i Catalogue of Life.